# Heinrich Meier (Historiker)
Heinrich Meier (* 20. September 1842 in Braunschweig; † 12. Juni 1923 ebenda) war ein deutscher Berufsoffizier und Lokalhistoriker, der sich insbesondere der Geschichte der Stadt Braunschweig widmete.

## Leben
Heinrich Meier war ein Sohn des Braunschweiger Stadtrates Ernst Meier (1790–1874) und dessen Ehefrau Luise (1812–1878), geb. Lüderßen. Sein Bruder war der Jurist Ernst von Meier. Nach Ende der Schulzeit am Martino-Katharineum trat Meier 1859 als Offiziersanwärter in die Preußische Armee ein. Seine militärische Laufbahn beendete er als Kommandeur des Fußartillerie-Regiments „von Dieskau“ (Schlesisches) Nr. 6 in Neiße.
Anfang 1890 kehrte Meier im Rang eines Obersts a. D. nach Braunschweig zurück und widmete sich fortan der Erforschung der Braunschweiger Geschichte. In der Folge veröffentlichte er zahlreiche Werke zu stadtgeschichtlichen Themen.

## Werke (Auswahl)
- Häuserbuch der Stadt Braunschweig. Band 1–5, Braunschweig 1890–1915.
- Nachrichten über Bürgerhäuser früherer Jahrhunderte. In: Dr. Paul Zimmermann (Hrsg.): Braunschweigisches Magazin. Nro. 1. 3. Januar 1897. In: Dr. Paul Zimmermann (Hrsg.): Braunschweigisches Magazin. Dritter Band. Jahrgang 1897. Braunschweig. 1897. Seite 13–15.
- Die Straßennamen der Stadt Braunschweig. In: Quellen und Forschungen zur Braunschweigischen Geschichte. Band 1, Zwissler,  Wolfenbüttel 1904, (Digitalisat), DNB 58068654X.
- Braunschweiger Bürgersöhne auf deutschen Universitäten vor Errichtung der Juliusuniversität zu Helmstedt. In: Jahrbuch des Geschichtsvereins für das Herzogtum Braunschweig. Nr. 7, Braunschweig 1908, S. 80–142.
- Die Schulhäuser des Gymnasiums Martino-Katharineum zu Braunschweig von 1415 bis 1869. Joh. H. Meyer, Braunschweig 1920, DNB 575053763.

Darüber hinaus veröffentlichte Meier zahlreiche Aufsätze in der Zeitschrift des Harzvereins für Geschichte und Altertumskunde sowie im Jahrbuch des Geschichtsvereins für das Herzogtum Braunschweig.